# Bonita Avenue
Bonita Avenue is de debuutroman van Peter Buwalda, een Nederlands journalist, schrijver en redacteur. Bonita Avenue is uitgegeven door De Bezige Bij.
Vanaf 10 januari tot en met 23 mei 2014 zond de NTR Bonita Avenue uit als hoorspel. Het hoorspel bestond uit twintig wekelijkse afleveringen van een half uur.

## Verhaal
Siem Sigerius is de rector van de Twentse universiteit en oud-judoka. Zijn stiefdochter Joni blijkt samen met haar vriend Aaron een pornowebsite uit te baten met haarzelf in de hoofdrol. Op het moment van de vuurwerkramp van Enschede ontdekt Siem haar geheime activiteiten. Siem wordt gevraagd om minister van Onderwijs te worden. Tegelijkertijd komt ook Wilbert, de zoon van Siem uit een vorig huwelijk, vrij uit de gevangenis. Hij probeert Siem te chanteren. Dit leidt tot een dramatische uitkomst.

## Stijl
Het boek heeft een ingewikkelde caleidoscopische structuur, aangezien elk hoofdstuk wordt verteld door een van de drie hoofdpersonages Siem, Joni en Aaron (in het geval van Joni in de eerste persoon, in het geval van Aaron en Siem in de derde persoon). Het is niet altijd vanaf de eerste regel van het hoofdstuk duidelijk wie aan het woord is. Ook de tijd van het verhaal verspringt bij elk nieuw hoofdstuk en binnen de vertellingen zijn er uitweidingen en flashbacks. De schrijfstijl is zeer beeldend en rijk.

## Prijzen en nominaties
Het boek kreeg nominaties voor de Libris Literatuur Prijs 2011, de NS Publieksprijs 2011 en de 25ste AKO Literatuurprijs voor hetzelfde jaar. Op 22 september 2011 won Buwalda de Academica Debutantenprijs. Op 30 oktober 2011 won hij ook de Selexyz Debuutprijs. Hij won bovendien de Anton Wachterprijs voor de beste debuutroman in 2012.

## 'Boekenverscheurder'
Bonita Avenue kwam in het nieuws door een mysterieuze "boekenverscheurder" die in boekhandels in Utrecht, Leiden en Oegstgeest exemplaren van Bonita Avenue vernielde. Zijn motief was onduidelijk. De scheurder heeft zijn excuses aangeboden en de getroffen boekhandels schadeloos gesteld.